# Легат, Надина Александровна
Надежда Александровна Николаева-Легат (урожденная — Николаева; сценическое имя Надина (Надин) Легат; за рубежом — Nadina (Nadine) Legat; 1889, Павловск — 1971, Лондон) — русская оперная певица, колоратурное сопрано, британский балетный педагог. Вторая жена Н. Г. Легата. В эмиграции супруги с 1922 года, жили в Лондоне. Руководитель Школы русского балета Легата после смерти супруга.

## Биография
Родилась Надежда Александровна Николаева в семье генерала. По другим данным — урождённая Надежда Владимировна Бригер.
Известен генерал российской императорской армии Александр Бригер  (17 февраля 1861 – 20 мая 1931, Коломб, под Парижем, пох. на клад. Пер-Лашез) и его дочь Ксения, жена Данзана Тундутова. Адмирал Владимир Бригер, живший в Париже неизвестен.
Пению Надежда обучалась у французского композитора Поля Антуана Видаля и дебютировала в 1908 году в Театре Доницетти в городе Бергамо в Италии в роли Розины в опере Джоаккино Россини «Севильский цирюльник». Позже продолжила петь в Италии (в том числе в Театре «Даль Верме» в Милане — 1920, 1921, 1923; Театре «Верди» в Падуе — 1922, а также в провинции), а также выступала в Соединенных Штатах Америки (в Спрингфилде и Бруклине — 1916—1917) и Латинской Америке (в Пуэрто-Рико — 1917). В 1914 году заключила контракт с Мариинским театром (тогда — Государственным оперным театром Петрограда), но в связи с началом Первой мировой войны была вынуждена покинуть Россию. Надина Легат была замужем за итальянским тенором русско-еврейского происхождения Энрико Аренсоном (Enrico Arenson). В США записывалась на грампластинки американской фирмы Gennett (дуэт из «Риголетто» Джузеппе Верди с Э. Аренсоном, ария с колокольчиками из оперы Лео Делиба «Лакме», несколько песен и т. д.).
Покинули Россию супруги Николай и Надина Легаты осенью 1922 года. Николай Легат продолжил преподавать классический балет в Париже и Лондоне, где и прожил до своей смерти в 1937 году. Вдова продолжила дело Легата, преподавая «русскую школу» классического балета. В 1939 году, с началом Второй мировой войны, она переехала в небольшую деревню в Бакингемшире, где открыла профессионально-техническую школу-интернат. К 1945 году школа настолько разрослась, что переехала в более просторное здание в Танбридж-Уэллсе; сейчас школа Легата находится в здании школы Беды в Восточном Суссексе.
Внучка — Мими Николаева-Легат, выпускница Школы русского балета Легата, профессиональная балерина.
Партии: Розина («Севильский цирюльник» Дж. Россини), Лючия ди Ламмермур («Лючия ди Ламмермур» Г. Доницетти), Маргарита Валуа («Гугеноты» Дж. Мейербера), Джильда («Риголетто» Дж. Верди), Виолетта Валери («Травиата» Дж. Верди) и др.